# Кримінальний талант (фільм, 1988)
«Кримінальний талант» (рос. «Криминальный талант») — радянський двосерійний телевізійний художній фільм 1988 року, екранізація однойменної повісті Станіслава Родіонова.

## Сюжет
У місті сталась серія пограбувань. Зіставивши факти, слідство приходить до висновку, що діє аферистка: чарівна білявка, змальовуючи дівчину «легкої поведінки», підсипає снодійне чоловікам, отримує чужі перекази на пошті та вислизає з рук оперативників, примудряючись при цьому їх обчистити… Можливість знайти злочинницю ускладнюється тим, що вона володіє даром перевтілення, є відмінною акторкою, працюючи робітницею суконної фабрики, володіє спритним, винахідливим розумом, викликаючи навіть деяке захоплення у тих, хто за нею полює.
Саме ці її якості і були оцінені сищиками, як «кримінальний талант». На слідчого не могли не справити враження як зовнішність, так і талант цієї неординарної особистості. Між ними розпочинається психологічний двобій….

## В ролях
- Олексій Жарков — Сергій Георгійович Рябінін, слідчий
- Олександра Захарова — Олександра Гаврилівна Рукояткіна, аферистка
- Ігор Нефедов — Вадим Петєльников, інспектор, капітан міліції
- Володимир Коренєв — Сергій Сергійович Курикін, потерпілий
- Володимир Симонов — Віктор Семенович Капличенков, потерпілий
- Людмила Давидова — комендант гуртожитку Людмила Опанасівна
- Янислав Левінзон — кравець
- Олег Філімонов — офіціант
- Світлана Фабрикант — дівиця в ресторані
- Алла Будницька — Устюжаніна, лікар швидкої допомоги
- Юрій Дубровін — вихователь Снєгірьов на прізвисько «Кармазін»
- Владислав Демченко
- Ганна Назарьєва — подруга Олександри Рукояткіної
- Олег Школьник — завмаг
- Євген Ганелін — сержант
- Віктор Павловський — Іван Савелійович, майор міліції у медвитверезнику
- Олена Борзунова — Маша Гвоздикіна, секретар прокуратури

## Знімальна група
Зйомки проходили протягом семи місяців в Одесі і Ленінграді.
- Режисер-постановник: Сергій Ашкеназі
- Автори сценарію: Станіслав Родіонов, Юрій Макаров
- Оператор-постановник: Сергій Стасенко
- Художник-постановник: Олег Іванов
- Композитор: Олександр Кнайфель
- Режисер: Валентина Зайцева
- Редактор: Тамара Хміадашвілі
- Оператори Олександр Лобєєв, Віктор Ноздрюхін-Заболотний
- Художник з костюмів: Л. Крошечкіна
- Художник-гример: Л. Воробьова
- Художник-декоратор: Н. Стельмах
- Звукорежисер: Анатолій Нетребенко
- Комбіновані зйомки: оператор — А. Сидоров, художник — Олексій Бокатов
- Директор — Аннета Калпахч'ян

## Музика, що прозвучала у фільмі
- Сцена в ресторані: знайомство Віктора Капличенкова з аферисткою. Як фонова музика звучить пісня Стіві Вандера — «Дуже зрадів[en]».
- Сцена в ресторані: виступ танцівниці вар'єте — під фонограму пісні «І've Seen That Face Before[en]» у виконанні Грейс Джонс (пісенна інтерпретація знаменитого «Libertango» Астора П'яццоли)
- Сцена в ресторані: відвідувачі танцюють під пісню «Lessons In Love[en]», у виконанні групи Level 42.
- Сцена діалогу Рябініна та Петельникова на вулиці, після того, як Петельников вийшов з витверезника: фоном звучить пісня Алли Пугачової «Алло».
- Вперше в Радянському Союзі пролунав хіт поп-зірки Мадонни під назвою «La Isla Bonita», який після цього став дуже популярний.
- Рябінін розмовляє з дівчатами в кімнаті — «Замикаючи коло» Кріса Кельмі і «Voyage Voyage» Desireless.
- Сцена в гуртожитку — Жанна Агузарова і група «Браво»: «Чудова країна», «Любов моя», «Синьоокий хлопчик».
- Аферистка збігає через чорний хід: звучить пісня у виконанні Елли Фіцджеральд — I can't Give You Anything But Love.
- Пісня Віктора Цоя «Війна», композиція гурту Status Quo «In The Army Now».
- На останніх кадрах та титрах звучить пісня Стіві Вандера — «I Just Called to Say I Love You».
- Розмова слідчого з донькою 57:51 — пісня Б. Гребенщикова "Поезд в огне"

## Цікаві факти
- У 1985 році на Лентелефільмі був знятий фільм-спектакль Кримінальний талант режисера Ірини Сорокіної.
- У кіно знялися учасники команди КВК ОДУ «Одеські Джентльмени»: Олег Філімонов (працівник ресторану), Світлана Фабрикант (повія в ресторані), Яніслав Левінзон (кравець), а також актор і в майбутньому учасник програми «Джентльмен-шоу» Олег Школьник.